# Rosalia Porcaro
Rosalia Porcaro (née le 27 janvier 1966 à Casoria) est une actrice et humoriste italienne.

## Filmographie
- Totò Sapore e la magica storia della pizza (2003), direction de Maurizio Forestieri ;
- Tutti all'attacco (2005), direction de Lorenzo Vignolo ;
- No problem (2008), direction de Vincenzo Salemme ;
- La fabbrica dei tedeschi (2008), direction de Mimmo Calopresti ;
- I mostri oggi (2009), direction de Enrico Oldoini ;
- 2017 : Ammore e malavita d'Antonio et Marco Manetti.

## Livre
- Assundam e sue sorelle, Éditions Feltrinelli, 2005,  (ISBN 9788874960354)